# Арант
Арант (др.-греч. Ἄρας «пахарь», «земледелец») — персонаж древнегреческой мифологии. Был первым местным жителем в стране Флиунта, выстроил город на холме, названном Арантовым. От него земля называлась Арантия. В его царствование Асоп открыл реку. Могила Аранта в местечке Келеи. Его дети Аорис и Арефирея. Флиасийцы призывают его на таинствах Деметры, совершаемых в Келеях. Был современником Прометея и на три поколения старше Пеласга и афинских автохтонов.